# Anikó Nagy
Anikó Nagy (ur. 1 kwietnia 1970 w Sajószentpéter), była węgierska piłkarka ręczna, wielokrotna reprezentantka kraju.

## Kariera sportowa
Występowała w wielu węgierskich klubach m.in. Győri ETO KC. Jej największym osiągnięciem były dwa medale igrzysk olimpijskich. W 1996 r. w Atlancie zdobyła brązowy medal, z kolei 2000 r. w Sydney medal srebrny.
Zdobyła również wicemistrzostwo Świata w 1995 r.